# Marie Horáčková
Marie Horáčková, född 24 december 1997, är en tjeckiska bågskytt. Hon deltog vid olympiska sommarspelen 2020.